# Javier Bardem

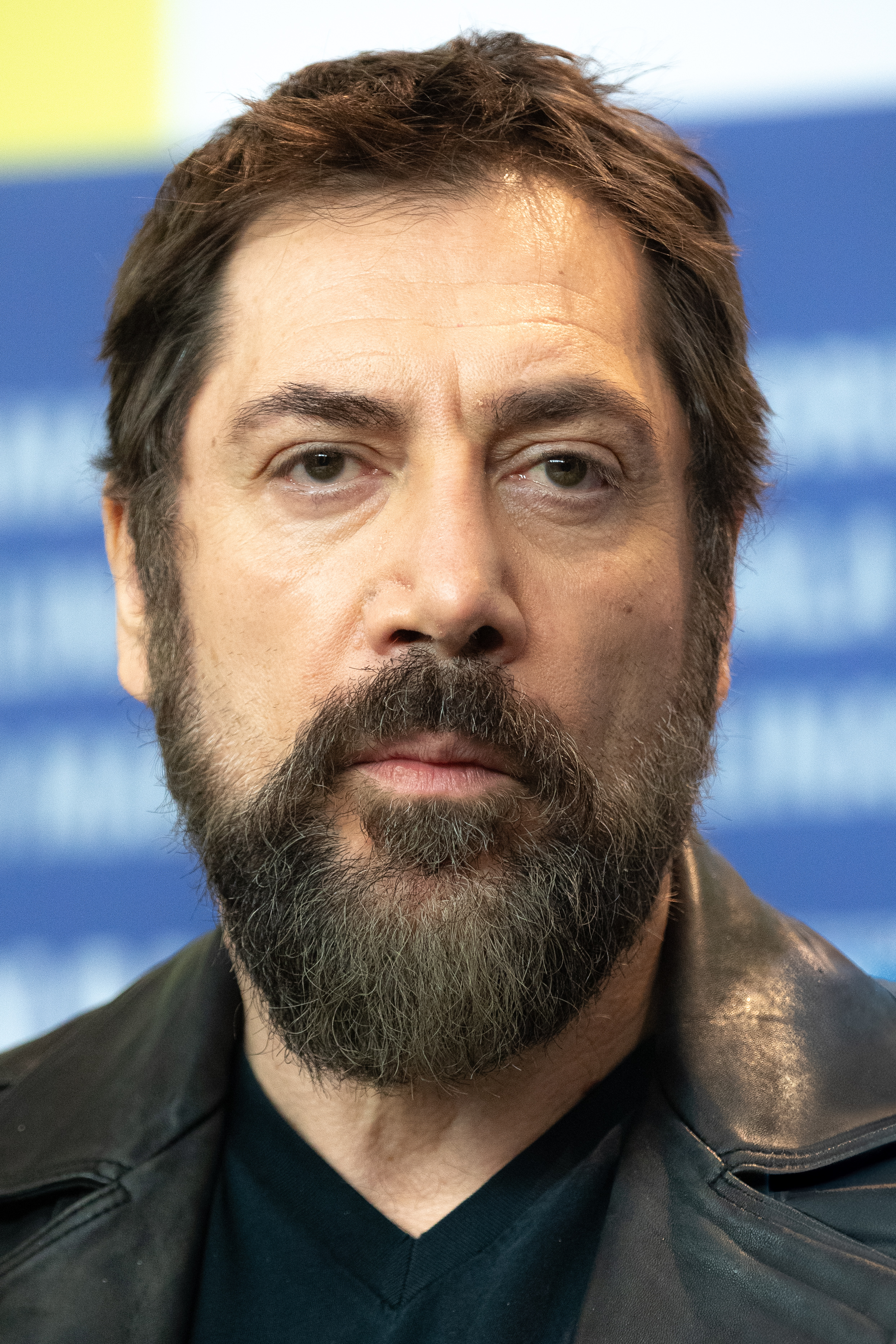
Javier Bardem (2020)

Javier Ángel Encinas Bardem (* 1. März 1969 in Las Palmas de Gran Canaria) ist ein international bekannter und vielfach ausgezeichneter spanischer Schauspieler.

## Leben und Karriere
Bardem stammt aus einer Schauspielerfamilie: Seine Großeltern Rafael Bardem und Matilde Muñoz Sampedro, seine Mutter Pilar Bardem und seine Geschwister Mónica und Carlos sind bzw. waren Schauspieler. Außerdem ist er ein Neffe des Kinoregisseurs Juan Antonio Bardem. Vor seiner Zeit als Filmdarsteller spielte er beim Madrider Verein CR Liceo Francés Rugby, als Junior war er zudem Mitglied der spanischen Rugby-Nationalmannschaft. Er studierte Malerei an der Escuela de Artes y Oficios.
2012 spielte Bardem im 23. James-Bond-Film Skyfall (Regie: Sam Mendes) den Gegenspieler von James Bond, einen ehemaligen MI6-Agenten namens Raoul Silva. 2017 verkörperte er im fünften Film der Pirates-of-the-Caribbean-Saga den rachsüchtigen Gegenspieler Sparrows, Captain Armando Salazar.
Er ist mit der Schauspielerin Penélope Cruz verheiratet, mit der er seit 1990 immer wieder zusammen in Filmen auftritt, unter anderem in Jamon Jamon und in Vicky Cristina Barcelona. Mit ihr hat er zwei Kinder. Die Trauung fand Anfang Juli 2010 auf den Bahamas statt. Er ist Fan des spanischen Fußballvereins FC Barcelona, seine Frau dagegen Anhängerin von Real Madrid.
Bardem wird im Deutschen aktuell durch den Schauspieler Juan Carlos López synchronisiert, der ihm seit Skyfall regelmäßig die Stimme leiht. Vermehrt wurde er jedoch von Martin Umbach gesprochen, etwa in Der Obrist und die Tänzerin (2002), Biutiful (2010) oder Dune (2021) und Dune: Part Two (2024). In seinem bisher erfolgreichstem Film No Country for Old Men wurde er hingegen von Thomas Petruo synchronisiert, der ihm bereits zehn Jahre zuvor in Perdita Durango die Stimme lieh. Zu Beginn seiner Karriere wurde auch auf Charles Rettinghaus und Dietmar Wunder zurückgegriffen.

## Engagement
Bardem engagiert sich in der Öffentlichkeit für den Klimaschutz. Er trat anlässlich der UN-Klimakonferenz 2019 gemeinsam mit Greta Thunberg vor die Presse und griff die Politik scharf an. Er äußerte angesichts der Klimabewegung jedoch auch seine Hoffnung: „Wir befinden uns in einem der kritischsten Momente der Geschichte und es scheint, als würden wir zum ersten Mal mit einer Stimme sprechen.“

## Filmografie (Auswahl)
- 1990: Lulu – Die Geschichte einer Frau (Las edades de Lulú)
- 1991: Amo tu cama rica
- 1991: High Heels (Tacones lejanos)
- 1992: Jamon Jamon (Jamón, jamón)
- 1993: Macho (Huevos de oro)
- 1993: Huidos
- 1993: El amante bilingüe
- 1994: Deine Zeit läuft ab, Killer (Días contados)
- 1994: El detective y la muerte
- 1995: La Madre
- 1995: Boca A Boca
- 1996: Éxtasis
- 1996: Wer liebt, lebt gefährlich (El amor perjudica seriamente la salud)
- 1996: Más que amor, frenesí
- 1997: Airbag
- 1997: Live Flesh – Mit Haut und Haar (Carne trémula)
- 1997: Perdita Durango
- 1999: Die Last mit der Lust (Entre las piernas)
- 1999: Los lobos de Washington
- 1999: Segunda piel
- 2000: Before Night Falls
- 2002: Der Obrist und die Tänzerin (Pasos de baile)
- 2002: Montags in der Sonne (Los lunes al sol)
- 2004: Collateral
- 2004: Das Meer in mir (Mar adentro)
- 2006: Goyas Geister (Goya’s Ghosts / Los Fantasmas de Goya)
- 2007: No Country for Old Men
- 2007: Die Liebe in den Zeiten der Cholera (Love in the Time of Cholera)
- 2008: Vicky Cristina Barcelona
- 2010: Biutiful
- 2010: Eat Pray Love
- 2012: To the Wonder
- 2012: James Bond 007 – Skyfall (Skyfall)
- 2013: The Counselor
- 2014: Autómata
- 2015: The Gunman
- 2016: The Last Face
- 2017: Loving Pablo
- 2017: Pirates of the Caribbean: Salazars Rache (Pirates of the Caribbean: Dead Men Tell No Tales)
- 2017: Mother!
- 2018: Offenes Geheimnis (Todos lo saben)
- 2019: Sanctuary (Dokumentarfilm)
- 2020: Wege des Lebens – The Roads Not Taken (The Roads Not Taken)
- 2021: Dune
- 2021: Being the Ricardos
- 2021: Der perfekte Chef (El buen patrón)
- 2022: Lyle – Mein Freund, das Krokodil (Lyle, Lyle, Crocodile)
- 2023: Arielle, die Meerjungfrau (The Little Mermaid)
- 2024: Dune: Part Two
- 2024: Monster: Die Geschichte von Lyle und Erik Menendez (Monster: The Lyle and Erik Menendez Story, Miniserie)
- 2025: F1

## Auszeichnungen

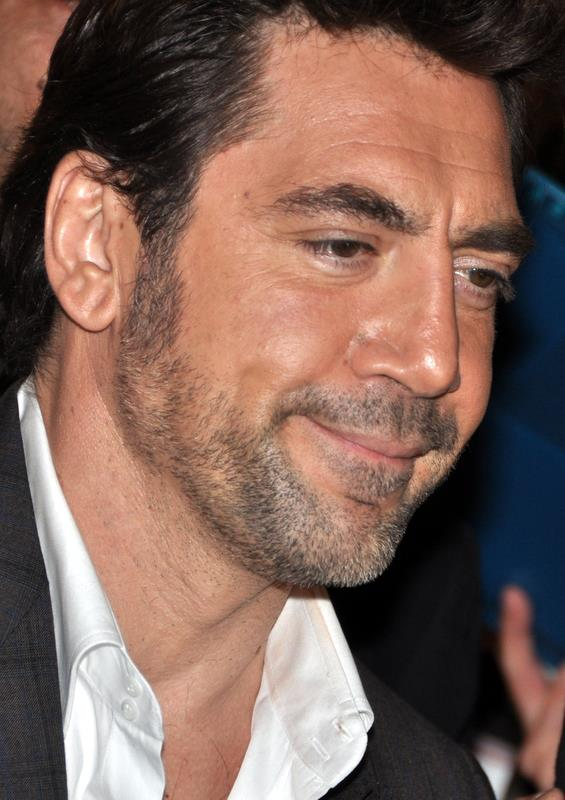
Javier Bardem (2012)

Bardem gewann zahlreiche Auszeichnungen. Im Jahr 1994 gewann den Preis des Festival de San Sebastián für seine Rollen in Deine Zeit läuft ab, Killer und El detective y la muerte. Im darauffolgenden Jahr später erhielt er den Goya als bester Nebendarsteller und 1996 den Goya als bester Hauptdarsteller. Im Dezember 1997 erhielt er den Publikumspreis der Europäischen Filmakademie.
Bardem wurde bei den Filmfestspielen von Venedig 2000 für seine Darstellung des homosexuellen kubanischen Schriftstellers Reinaldo Arenas in Before Night Falls ausgezeichnet. Außerdem brachte ihm dieser Film 2001 eine Nominierung für den Oscar als bester Hauptdarsteller ein – eine Ehre, die ihm als erstem spanischen Schauspieler zuteilwurde.
Für seine Arbeit in Montags in der Sonne erhielt er 2003 erneut den Goya als bester Hauptdarsteller. Er nutzte die Preisübergabe, um zusammen mit Kollegen eine Protestrede gegen den Irakkrieg und die spanische Beteiligung daran  zu halten.
Im Jahr 2005 war Bardem in Alejandro Amenábars Drama Das Meer in mir zu sehen. Für die Rolle eines querschnittgelähmten Mannes, der sich für die Legalisierung der aktiven Sterbehilfe einsetzt, wurde er mit zahlreichen Filmpreisen ausgezeichnet, darunter erneut mit dem Preis der Filmfestspiele von Venedig, dem Europäischen Filmpreis und einer Golden-Globe-Nominierung als bester Hauptdarsteller in einem Drama. Zudem wurde Das Meer in mir im gleichen Jahr mit dem Oscar als bester ausländischer Film prämiert.
Im Jahr 2008 wurde Bardem für die Rolle eines psychopathischen Killers in dem Film No Country for Old Men in der Kategorie Bester Nebendarsteller mit dem Golden Globe und dem Oscar ausgezeichnet. Im Jahr darauf erhielt er eine Nominierung als bester Komödiendarsteller für seinen Part in Vicky Cristina Barcelona.
2010 erhielt er für seine Darstellung in Alejandro González Iñárritus Drama Biutiful gemeinsam mit dem Italiener Elio Germano (La nostra vita) den Darstellerpreis der Filmfestspiele von Cannes. 2011 folgte eine weitere Oscar-Nominierung als bester Hauptdarsteller.
2018 erhielt er eine Nominierung für die Goldene Himbeere für seine Rollen als Dichter in Mother! und Captain Armando Salazar in Pirates of the Caribbean: Salazars Rache.
Für seine Darstellung des Firmeninhabers Julio Blanco in Der perfekte Chef erhielt er 2022 im Rahmen der 36. Verleihung des Goya einen weiteren Goya als Bester Hauptdarsteller.
Für seine Rolle in Being the Ricardos wurde er 2022 für einen Oscar und einen Golden Globe nominiert.

### Oscar
- 2001: Nominiert als Bester Hauptdarsteller in Before Night Falls
- 2008: Ausgezeichnet als Bester Nebendarsteller in No Country for Old Men
- 2011: Nominiert als Bester Hauptdarsteller in Biutiful
- 2022: Nominiert als Bester Hauptdarsteller in Being the Ricardos

### Golden Globe Award
- 2006: Nominiert als Bester Hauptdarsteller – Drama in Das Meer in mir
- 2008: Ausgezeichnet als Bester Nebendarsteller in No Country for Old Men
- 2009: Nominiert als Bester Hauptdarsteller – Komödie oder Musical für Vicky Cristina Barcelona
- 2022: Nominiert als Bester Hauptdarsteller – Drama in Being the Ricardos

### Goldene Himbeere
- 2018: Nominiert als Schlechtester Schauspieler in Mother! und Pirates of the Caribbean: Salazars Rache